# Yardımlı (Stadt)
Yardımlı ist eine Stadt in Aserbaidschan. Sie ist Hauptstadt des Bezirks Yardımlı. Die Stadt hat 7.700 Einwohner (Stand: 2021). 2014 betrug die Einwohnerzahl etwa 7.000.
In der Stadt gibt es ein historisches Museum, eine kleine Moschee und ein Kriegsdenkmal. Die Zigarettenfabriken in der Stadt machen einen Großteil der Industrie aus.